# Trechaleoides keyserlingi
Trechaleoides keyserlingi is een spinnensoort in de taxonomische indeling van de Trechaleidae.
Het dier behoort tot het geslacht Trechaleoides. De wetenschappelijke naam van de soort werd voor het eerst geldig gepubliceerd in 1903 door Frederick Octavius Pickard-Cambridge.